# Bothria clarinigra
Bothria clarinigra är en tvåvingeart som beskrevs av Liu, Chao och Li 1999. Bothria clarinigra ingår i släktet Bothria och familjen parasitflugor.
Artens utbredningsområde är Shanxi (Kina). Inga underarter finns listade i Catalogue of Life.